# Olivier Ier de Rougé
Olivier Ier, sire de Rougé est un chevalier breton du XIIe siècle.

Olivier  Ier  « miles »  c'est-à-dire « chevalier »  est le fils de Bonabes Ier, il épouse Agnès de Jasson dont:
- Olivier II de Rougé  mort en 1206.
- Béatrix (?) épouse de Brient Le Bœuf.
- Bonabes II de Rougé (cité 1219-1242), seigneur de Rougé, de Gastines La Chapelle, Glain, du Theil épouse Alix de Châteaubriand (?)

## Source
- Frédéric Morvan la Chevalerie de Bretagne et la formation de l'armée ducale 1260-1341 Presses Universitaires de Rennes, Rennes 2009,  (ISBN 9782753508279) « Généalogie no 36 : les Rougé ».